# Jean-Luc Crucke
Pour les articles homonymes, voir Crucke.
Jean-Luc Crucke, né le 29 octobre 1962 à Renaix, est un homme politique belge et député au Parlement wallon, ancien membre du Mouvement réformateur, et membre depuis février 2023 du parti centriste Les Engagés. 
Il est ministre wallon de 2017 à 2022. En février 2025, il intègre le gouvernement De Wever comme ministre de la Mobilité, du Climat et de la Transition environnementale.

## Biographie
Jean-Luc Crucke est né à Renaix le 29 octobre 1962, fils aîné d'une fratrie de trois enfants. Son père est l'important négociant en textiles (Crucke Textiles) et propriétaire immobilier (Immo Houssière) renaisien Jean Crucke (Renaix 1937 - Renaix 2021), fils de Lucien Crucke (Renaix 1913 - Renaix 2004), négociant textile, arrêté pour soutien financier à la Résistance mais qui réchappa des camps de concentration nazis durant la seconde guerre mondiale, et de son épouse Marie-Christine Cambier, d'une famille de marchands de vins d'origine française. Jean Crucke avait épousé Thérèse Gutmann (° Renaix 1943) qui était la fille du pharmacien renaisien Joseph Gutmann (Saint-Gilles 1911 - Renaix 1991), d'origine juive polonaise,,, et de son épouse Marcelle Van Loo (Renaix 1912 - Renaix 2019, dans sa 107e année et dont les funérailles se sont tenues à l'église d'Anvaing),.
De son mariage, Jean-Luc Crucke a deux enfants, une fille et un garçon.
Après des études primaires au Collège Saint-Antoine de Padoue à Renaix, des études secondaires au Collège privé des Pères joséphites de La Berlière à Houtaing, puis une candidature en Droit aux Facultés Universitaires Saint-Louis à Bruxelles, il poursuit sa licence en Droit à l'UCLouvain.
Il est licencié en droit de cette université et a été avocat au barreau de Tournai. Il dirigeait un cabinet d'avocats à Frasnes-lez-Anvaing. De 1984 à 1988, il était membre des étudiants libéraux, président de la section locale JRL de 1984 à 1988, président de la Fédération JRL du Hainaut occidental de 1989 à 1990 et président national des JRL de 1990-1991.
Il est nommé vice-président de l'Institut Jules Destrée en 2014.
En 2017, à la suite de l'éviction du Parti socialiste du gouvernement wallon et l'entrée du MR dans ce gouvernement, il est nommé ministre wallon du Budget, des Finances, de l'Énergie, du Climat et des Aéroports au sein du Gouvernement Borsus.
Aux élections régionales du 26 mai 2019, il mène la liste MR pour la Région wallonne dans la circonscription de Tournai-Ath-Mouscron. Il est réélu député wallon avec 18 400 voix. Il rempile, le 13 septembre 2019 au Gouvernement wallon avec pour compétences : les finances, le budget, les aéroports et les infrastructures sportives.
Lors d’une conférence de presse organisée le lundi 10 janvier 2022, il annonce quitter ses fonctions de ministre du Budget au sein du Gouvernement wallon. Il est candidat à un poste de juge au sein de la Cour constitutionnelle. Son successeur désigné par le Président de parti du MR Georges-Louis Bouchez est Adrien Dolimont.
Jean-Luc Crucke décide initialement de quitter la vie politique après 35 ans de carrière déclarant : « Mes convictions qui, ne vous y trompez pas, sont des convictions libérales, ne sont cependant plus en pleine adéquation avec la ligne de mon parti ». Il reviendra ensuite sur cette décision mais s'éloignera alors de son parti.
La raison de cette rupture serait, entre autres, le tollé qu'a provoqué la réforme sur la fiscalité wallonne proposée par Jean-Luc Crucke. Ce texte aurait été jugé « pas assez libéral » par certains députés wallons du MR et le Président de ce parti, Georges-Louis Bouchez.
En 2022, il annonce être atteint d'un cancer, un an plus tard, il a annoncé la rémission complète de celui-ci.
Il se présente aux élections du 9 juin 2024 pour le parti Les Engagés. Il emmène la liste de ce parti au fédéral en Wallonie picarde.
Il est élu député à la Chambre des représentants à la suite des élections législatives fédérales belges de 2024 et il a été nommé président de la commission Justice du Parlement fédéral.
Le 31 janvier 2025, à Lille, Jean-Luc Crucke, qui maîtrise le néerlandais, est élu président de l'Eurométropole Lille-Courtrai-Tournai.
Le 3 février 2025, il est nommé ministre fédéral de la Mobilité, du Climat et de la Transition environnementale dans le gouvernement De Wever.

## Fonctions politiques
- 2025 - : Ministre fédéral de la Mobilité, du Climat et de la Transition environnementale
- 2024 - : Député fédéral
- 2019-2022 : Ministre wallon des Finances, du Budget, des Aéroports et des Infrastructures sportives
- 2017-2019 : Ministre wallon du Budget, des Finances, de l'Énergie, du Climat et des Aéroports
- 2007 - 2009 : Député fédéral
- 2004 - 2007; 2009 - 2017; 2019- : Député wallon
- 1997 - 2018 : Bourgmestre de Frasnes-lez-Anvaing (succédant au socialiste Jean-Baptiste Delhaye)
- 1989 - 1997 : Premier échevin à Frasnes-lez-Anvaing, chargé de la Culture, de l’Enseignement, des Sports et de la Jeunesse
- 1988 - 1989 : Conseiller communal de Frasnes-lez-Anvaing

## Distinction
- Grand officier de l'ordre de Léopold en 2024[25].